# М'ята (фільм)
«М'ята» (англ. Peppermint) — бойовик 2018 року про жінку, яка мститься наркокартелю за вбивство своєї сім'ї. В Україні фільм вперше продемонстрували 6 вересня 2018 року.

## Сюжет
Жінка б'ється в автомобілі з чоловіком, якого вона вбиває.
П'ятьма роками раніше ця ж жінка, Райлі Норт, з чоловіком Крісом вирушають до парку розваг святкувати день народження доньки Карлі. Напередодні чоловік організував сумнівну угоду з Міккі. Про це дізнався бос Дієго Гарсія. Гангстери розстрілюють родину Норт в парку, лише Райлі вдалося вижити. Згодом жінка свідчить проти бандитів, але рішення приймають не на її користь.
Через п'ять років Райлі Норт грабує магазин зброї. У місті відбувається серія вбивств людей, причетних до розстрілу родини Норт. Підозри падають на Райлі Норт, Гарсія також дізнається про месницю. Дієго заманює Райлі на склад. Жінка виявляє вибуховий пристрій і втікає.
Агент Інмен з'ясовує можливе місцеперебування Норт. У тому кварталі вона зустрічає Кармайкла, який працював в поліції на Гарсію. Правоохоронець вбиває Лізу. Райлі забирає мобільний телефон Інмен і розповідає правду в прямому ефірі. Прибувають поліціянти, Норт вбиває Дієго та зникає.
Невдовзі Норт затримують на кладовищі. На той момент місцеві жителі вважали жінку героєм, але вона мала відповісти за свої вчинки. У камері детектив Белтран непомітно дає Райлі ключі.

## У ролях
| Актор            | Роль             |
| ---------------- | ---------------- |
| Дженніфер Гарнер | Райлі Норт       |
| Джон Ортіс       | Мойзес Белтран   |
| Джон Галлахер    | Стен Кармайкл    |
| Хуан Пабло Раба  | Дієго Гарсія     |
| Тайсон Ріттер    | Сем              |
| Method Man       | агент Баркер     |
| Річард Кебрал    | Салазар          |
| Енні Ілонзе      | агент Ліза Інмен |
| Джефф Гефнер     | Кріс             |
| Джон Бойд        | Марвін           |

## Знімальна група
- Кінорежисер — П'єр Морель
- Сценарист — Чад Ст. Джон
- Кінопродюсери — Гері Луккезі, Том Розенберг, Річард Райт
- Композитор — Саймон Франглен
- Кінооператор — Девід Ланценберг
- Кіномонтаж — Фредерік Торавал
- Художник-постановник — Рамсі Ейвері
- Художник-декоратор — Лорі Мазуер
- Художник-костюмер — Ліндсі Мак-Кей
- Підбір акторів —Діанна Бріджиді[3]

## Сприйняття
Фільм отримав змішані відгуки. На сайті Rotten Tomatoes оцінка стрічки становить 10 % на основі 118 відгуків від критиків (середня оцінка 3,3/10) і 75 % від глядачів із середньою оцінкою 3,9/5 (2 196 голосів). Фільму зарахований «гнилий помідор» від кінокритиків та «попкорн» від глядачів, Internet Movie Database — 6,5/10 (15 451 голос), Metacritic — 29/100 (26 відгуків критиків) і 6,3/10 (57 відгуків від глядачів).